# Paprika (film 1991)
Paprika è un film italiano del 1991 diretto da Tinto Brass, liberamente tratto dal romanzo Fanny Hill. Memorie di una donna di piacere di John Cleland.

## Trama
Nel 1957, appoggiando i consigli del fidanzato Nino, la diciottenne Mimma lascia Pola per passare quindici giorni in una casa di tolleranza diretta da madame Colette: è la cosiddetta "quindicina" per aiutare economicamente il fidanzato e metter su casa. Inesperta ma passionale la giovane, soprannominata Paprika dopo avere assaggiato un gulasch, apprende velocemente il mestiere di prostituta. Quando scopre che Nino è in realtà un lestofante che vuole solo sfruttarla, lo allontana. Nel frattempo conosce Franco, baldo ufficiale della Marina Mercantile e per lui, facendo sogni di viaggi in mari esotici e di un ben diverso avvenire, continua per molto tempo la sua attività.
Mimma percorre l'Italia accolta in numerose case di lusso, conoscendo i più diversi personaggi, sia benevoli che sordidi, e concede i suoi "favori" anche allo zio Lele. Dopo l'interruzione di una gravidanza ha modo di conoscere e sposare il lombardo conte Bastiano, il quale scompare di lì a poco e le lascia, insieme al titolo, una grande somma di denaro e una splendida villa sul lago di Como. Dopo aver acquistato un vaporetto quale suo dono per le nozze Mimma, nel 1958, al momento dell'entrata in vigore della legge Merlin che elimina le case di tolleranza, porta champagne ed allegria alle sue vecchie compagne della casa di tolleranza triestina in cui ha cominciato l'attività.

## Curiosità
- Le attrici Tiziana D'Arcangelo e Nina Soldano erano già figuranti nel varietà Rai Indietro tutta! di Renzo Arbore; la seconda interpreta una giornalista che svolge un'inchiesta su ciò che accade all'interno delle case chiuse.
- Nel cast erano originariamente inclusi anche Luca Lionello e il pornodivo Roberto Malone, ma le loro scene furono tagliate in fase di montaggio. Tinto Brass appare in un cameo nei panni di un medico abortista.
- Tinto Brass ha rivelato di avere avuto una 'scappatella' con Debora Caprioglio durante le riprese.